# Vučadelce
Vučadelce (en serbe cyrillique : Вучаделце) est un village de Serbie situé dans la municipalité de Surdulica, district de Pčinja. Au recensement de 2011, il comptait 17 habitants.

## Démographie
| 1948 | 1953 | 1961 | 1971 | 1981 | 1991 | 2002 | 2011 |
| ---- | ---- | ---- | ---- | ---- | ---- | ---- | ---- |
| 366  | 486  | 423  | 325  | 188  | 112  | 50   | 17   |

|  |